# One Hour Photo
One Hour Photo (bra: Retratos de uma Obsessão; prt: Câmara Indiscreta ou One Hour Photo - Câmara Indiscreta) é um filme estadunidense de 2002 dos gêneros drama e suspense, dirigido por Mark Romanek.

## Sinopse
Após passar vários meses revelando as fotos de uma família, um solitário funcionário de uma loja de revelação de filmes passa a desenvolver uma estranha obsessão por ela.

## Elenco principal
- Robin Williams ....  Sy Parrish
- Connie Nielsen ....  Nina Yorkin
- Michael Vartan ....  Will Yorkin
- Dylan Smith ....  Jake Yorkin
- Eriq La Salle .... detetive Van Der Zee

- Erin Daniels ....  Maya Burson
- Paul H. Kim ....  Yoshi Araki
- Gary Cole ....  Bill Owens

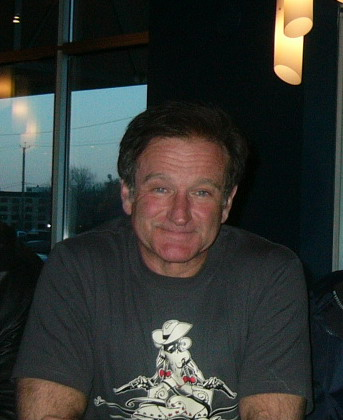
Robin Williams, protagonista de One Hour Photo.

- Marion Calvert ....  Sra. Von Unwerth
- David Moreland ....  Sr. Siskind

## Principais prêmios e indicações
Prêmio Saturno 2003 (Academy of Science Fiction, Fantasy & Horror Films, EUA)
- Venceu na categoria de Melhor Ator (Robin Williams)[carece de fontes?]
- Recebeu indicação nas categorias de Melhor Filme de Suspense[carece de fontes?], Melhor Música[carece de fontes?], Melhor Atriz Coadjuvante (Connie Nielsen)[carece de fontes?] e Melhor Roteiro[carece de fontes?]

Deauville - Festival du Cinema Américain 2002 (França)
- Recebeu os prêmios do júri[carece de fontes?] e da audiência[carece de fontes?]
- Foi indicado ao Grande Prêmio Especial[carece de fontes?]

Robert festen 2003 (Dinamarca)
- Indicado na categoria de Melhor Filme Americano[carece de fontes?]